# Bracon tamabae
Bracon tamabae är en stekelart som beskrevs av Maeto 1991. Bracon tamabae ingår i släktet Bracon och familjen bracksteklar. Inga underarter finns listade.